# IShowSpeed
Darren Jason Watkins Jr. (Cincinnati, 21 de janeiro de 2005), mais conhecido como IShowSpeed ou apenas Speed, é um youtuber, streamer, influenciador digital e rapper americano. É conhecido pelo seu canal de transmissões ao vivo de jogos como Valorant, NBA 2K, Fortnite, EA Sports FC e Roblox.

## Vida e carreira
Darren Watkins Jr. nasceu em 21 de janeiro de 2005, em Cincinnati, Ohio. Em 2016, começou a criar seu canal no Youtube, onde publicava vídeos de jogos ocasionalmente. Por volta de dezembro de 2017, Watkins começou a produzir livestreams de jogos, tal como Fortnite e NBA 2K, mas só conseguiu uma média de dois espectadores. Eventualmente, sua contagem de assinantes aumentou em alguns meses, atingindo 100 mil assinantes em abril de 2021, 1 milhão em junho de 2021 e 10 milhões em julho de 2022.
Ele foi diagnosticado com cefaleia em salvas quando viajava pelo Japão entre o final de julho e o início de agosto de 2023.

## Carreira de influenciador

### Primeiros anos (2019-2021)
Watkins começou a realizar transmissões ao vivo em 2019. Ele se tornou proeminente em 2021 depois que sua base de fãs começou a postar clipes no TikTok de seu comportamento frequentemente violento durante transmissões ao vivo em relação a jogos, jogadores e sua câmera - que ganhou popularidade e se tornou viral. Suas ''explosões de raiva'' resultaram em banimentos da plataforma de streaming Twitch e do jogo Valorant. Ele foi descrito pelo Kotaku como "um dos maiores e mais virais streamers" no YouTube. Um jogo que contribuiu muito para o crescimento de sua popularidade é o Talking Ben. Vídeos de Watkins sobre o jogo Talking Ben foram creditados por trazer a popularidade recém-descoberta do aplicativo móvel, tornando-o o jogo mais vendido na App Store mais de uma década após seu lançamento inicial.

### Ativismo contínuo (2022–presente)
Em julho de 2022, seu quarto quase pegou fogo depois que ele soltou um fogo de artifício dentro de um boneco do Pikachu. Em agosto, ele foi preso durante uma transmissão ao vivo no YouTube, foi algemado e seu cameraman foi forçado a encerrar a transmissão. Ele alegou que havia sido colocado na prisão e que seu amigo Adin Ross teve que pagar a fiança, permitindo que ele voltasse ao streaming em 11 de agosto. Também naquele mesmo mês, ele tentou trapacear em um curso "United States and Global Economics" que estava fazendo na Ohio Digital Learning School, pedindo aos espectadores as respostas de seu questionário. Em vez disso, seus espectadores aproveitaram a oportunidade para pregar uma peça nele e propositadamente dar respostas erradas a ele, resultando em uma nota 0 no teste.
Em setembro, ele jogou no Sidemen Charity Football Match. Durante a partida, ele ficou frustrado com o árbitro Mark Clattenburg por estar impedido. Ele passou a chicoteá-lo com a camisa que tirou enquanto comemorava. Em novembro, o rapper e cantor americano Lil Nas X fez sua estreia no streaming ao vivo e apareceu na live de Speed. Em dezembro, ele ganhou o Streamy Awards 2022 na categoria "Breakout Streamer" durante o 12º Streamy Awards.
Ao longo de novembro e dezembro de 2022, Watkins visitou vários estádios de futebol para tentar assistir ao jogo de Cristiano Ronaldo ao vivo. Watkins viajou para Old Trafford (estádio do Manchester United), Craven Cottage e vários estádios no Catar. No entanto, Ronaldo foi afastado da escalação durante esses jogos, até a derrota de Portugal para Marrocos.
Em maio de 2023, Watkins anunciou que havia assinado um acordo exclusivo de streaming com a plataforma de compartilhamento de vídeos Rumble, em colaboração com Kai Cenat. Um mês depois, após muitas tentativas, Watkins conheceu Cristiano Ronaldo no estacionamento do Estádio da Luz em Lisboa após a vitória de Portugal por 3 a 0 sobre a Bósnia e Herzegovina.
Em agosto, ele atingiu 20 milhões de assinantes em sua conta do YouTube. Em 16 de agosto, durante uma transmissão ao vivo, Watkins pulou de seu assento devido a um susto enquanto jogava Five Nights at Freddy's: Security Breach e acidentalmente mostrou seu pênis para uma audiência ao vivo de 25.000 pessoas. Ele posteriormente encerrou e excluiu a transmissão ao vivo. Os espectadores carregaram o clipe do incidente nas redes sociais, e o termo "IShowMeat", em referência à gíria meat , que significa pênis, começou a virar tendência no Reddit e no X (Twitter). O YouTube se recusou a atacar seu canal ou bani-lo da plataforma devido à natureza acidental do incidente.
Em dezembro, Watkins lutou contra KSI em uma luta de boxe beneficente após uma rivalidade de um ano, arrecadando dinheiro para a Fundação Anthony Walker.
Em 23 de fevereiro de 2024, Watkins participou do Match for Hope, uma partida beneficente de futebol realizada no Estádio Ahmed bin Ali, no Catar, onde jogou pelo Team Chunkz. Um clipe dele se tornou viral no qual ele derrubou o ex-jogador de futebol brasileiro Kaká.
Watkins apareceu na Noite 2 da WrestleMania XL da WWE em 7 de abril. Ele estava vestido como uma garrafa de Prime para a luta pelo Campeonato dos Estados Unidos da WWE entre o campeão Logan Paul, Kevin Owens e Randy Orton, onde foi chutado por Orton e RKOed na mesa dos comentaristas. Watkins apareceria mais tarde no episódio de 29 de abril do Raw para anunciar as escolhas de segunda rodada da marca Raw para a Noite 2 do Draft da WWE de 2024; Paul anunciou as escolhas de segunda rodada para o SmackDown.
Em 29 de maio, Watkins compareceu ao evento anual Cooper's Hill Cheese-Rolling and Wake em Gloucestershire, Inglaterra, durante o qual sofreu uma lesão na perna, que ele alegou ter exigido hospitalização.
Em junho e julho, durante a UEFA Euro 2024, Watkins fez uma turnê pela Europa, alcançando 25 milhões de assinantes em 2 de junho. Em 3 de julho, Watkins visitou a Noruega, onde fez uma transmissão em uma loja de souvenirs. Ao interagir com um grande grupo de fãs de uma janela do segundo andar, ele machucou o tornozelo. Ao ser escoltado para fora por um guarda-costas, Watkins foi atacado pela multidão, e seria hospitalizado. A turnê de Watkins pela Europa recebeu mais de 2,5 bilhões de visualizações em várias plataformas de mídia social.
Em 3 de agosto, Watkins realizou uma acrobacia transmitida ao vivo onde saltou sobre dois carros de luxo em alta velocidade em Miami . A transmissão foi então excluída em 5 de agosto, devido à violação dos Termos de Serviço do YouTube.
Em setembro, Watkins fez uma turnê pelo Sudeste Asiático, visitando sete países. Durante a turnê, ele ultrapassou 30 milhões de assinantes e acumulou um total de 110 milhões de visualizações durante a viagem. Uma das transmissões ao vivo de Watkins, intitulada "IRL Stream in Indonesia", marcou a primeira vez que um streamer de língua inglesa recebeu 1 milhão de espectadores em uma transmissão ao vivo.
Em novembro, Watkins perdeu uma corrida de exibição de 50 metros contra o medalhista de ouro dos 100 metros masculinos das Olimpíadas de Verão de 2024, Noah Lyles. A competição foi arbitrada e organizada por MrBeast. Em 22 de novembro, Watkins começou sua turnê pela Austrália e Nova Zelândia. Mais tarde naquele mês, ele foi classificado em primeiro lugar pela Complex Networks em sua lista de "Os 25 melhores streamers agora".
Em dezembro, Watkins foi indicado e ganhou os prêmios "Get Off Your A** Award (Melhor Streamer IRL)", "Melhor Streamer Internacional" e "Streamer do Ano" do Streamer Awards de 2024.Mais tarde naquele mês, ele ganhou o prêmio de "Criador de Futebol Mais Influente" do GOAL Champions Awards .
Em 10 de janeiro de 2025, Watkins anunciou que faria uma turnê pela América do Sul. Em 28 de janeiro, durante sua turnê pela América do Sul, ele se tornou brevemente prefeito honorário de Lima no Peru, por uma hora, e também foi declarado embaixador do Peru e de Lima. Além disso, um dia depois, em 29 de janeiro, durante sua transmissão ao vivo na Bolívia, muitas pessoas que assistiram à sua transmissão ao vivo em outros lugares relataram que a qualidade do vídeo se deteriorou muito devido à baixa qualidade da Internet, fazendo com que a transmissão congelasse em certos momentos, o que mais tarde gerou memes na Internet.

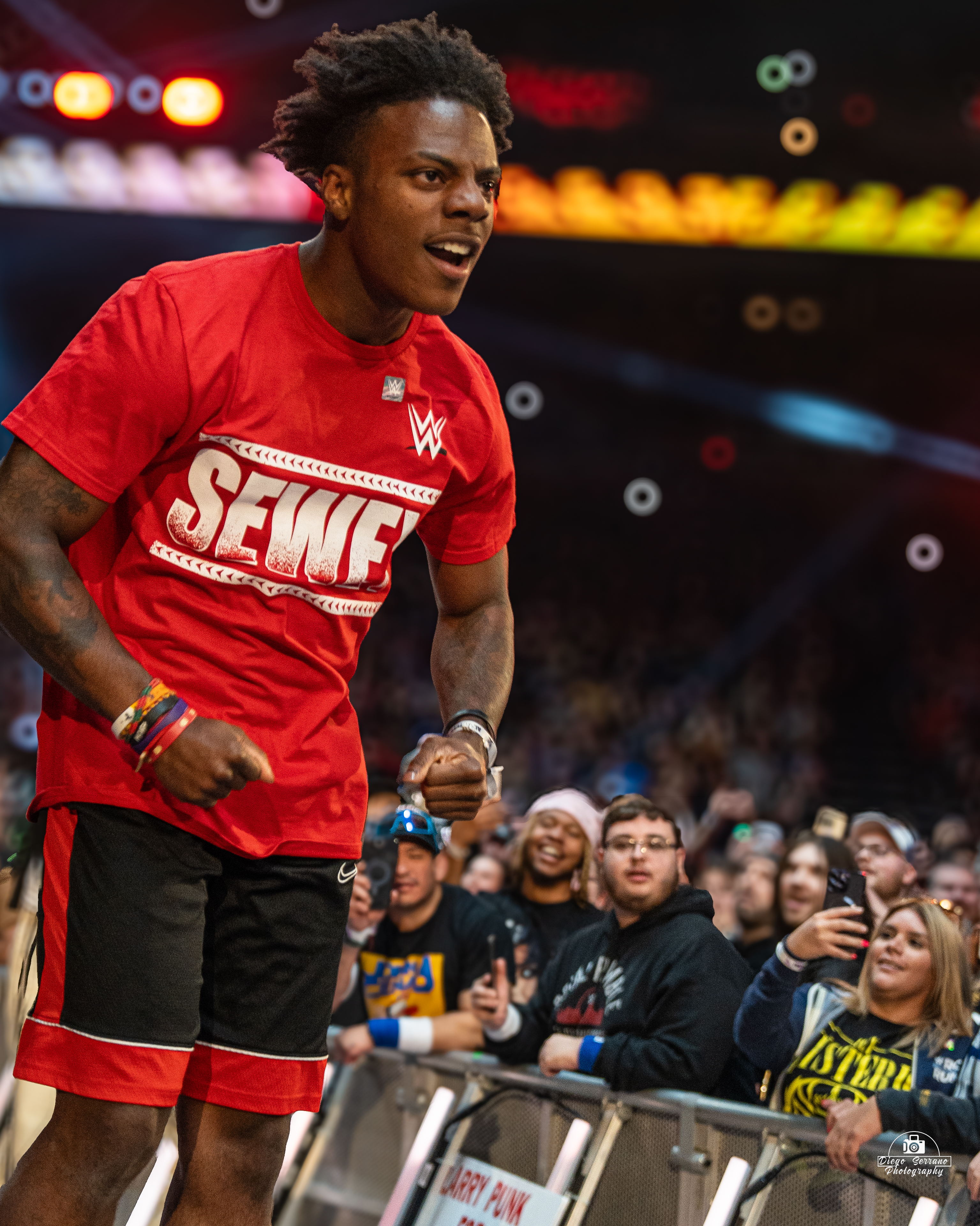
Watkins fazendo sua entrada no WWE Royal Rumble em fevereiro de 2025.

Em 1 de fevereiro de 2025, Watkins apareceu no Royal Rumble da WWE, quando Akira Tozawa, o 8º participante planejado, foi considerado incapaz de competir na luta. Watkins substituiu Tozawa. Watkins conseguiu eliminar Otis com Bron Breakker, mas logo depois foi atacado e eliminado por Bron Breakker. Mais tarde, em 14 de fevereiro de 2025, Watkins participou do "Match for Hope 2025", um evento beneficente de futebol realizado em Doha, Catar, como co-capitão do time Chunkz & IShowSpeed, enfrentando o time AboFlah & KSI. A partida terminou com a vitória do time AboFlah & KSI por 6 a 5 sobre o time Chunkz & IShowSpeed. O evento conseguiu arrecadar mais de US$ 10,7 milhões para caridade.

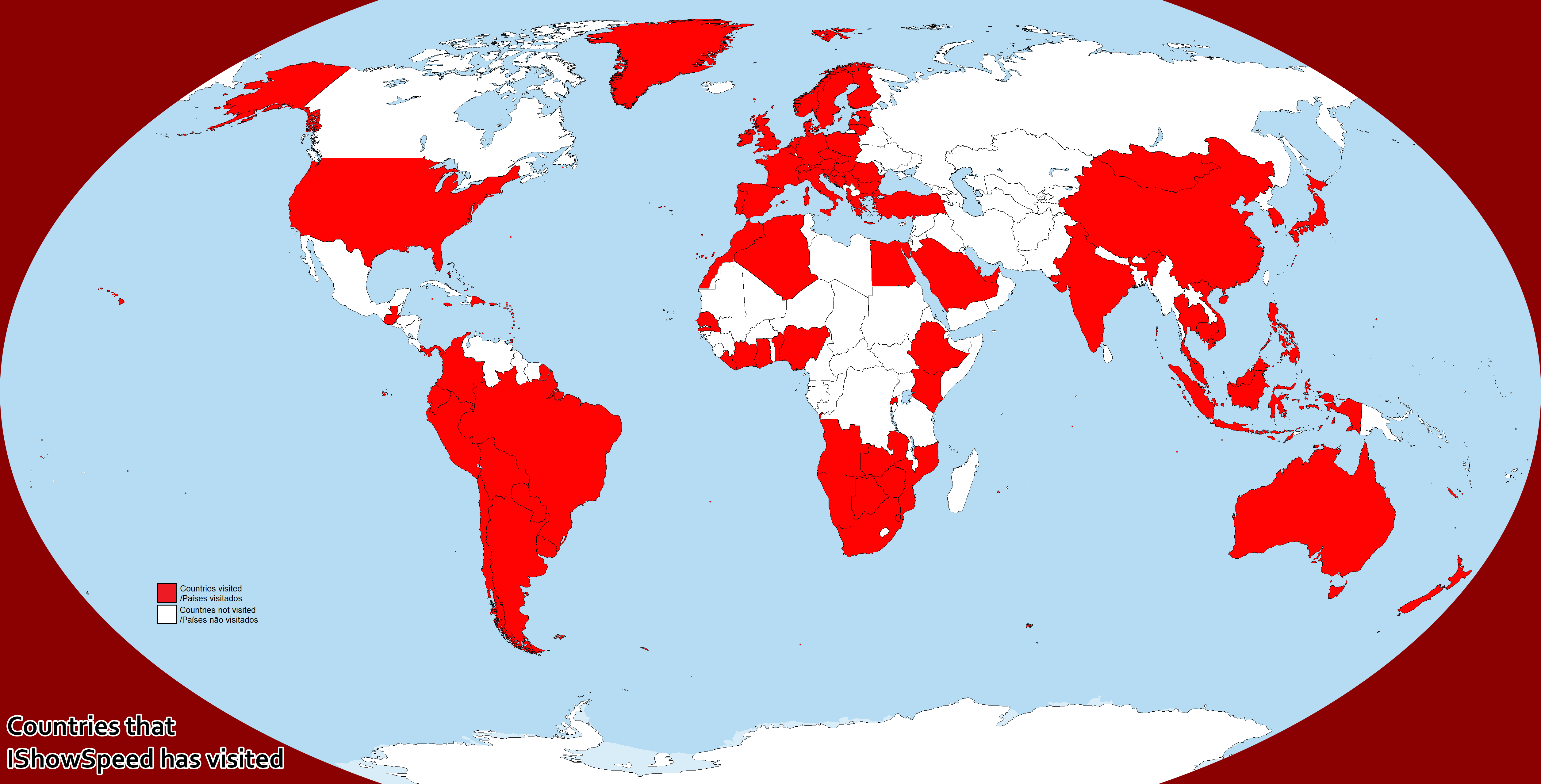
Países que o IShowSpeed já visitou.

## Carreira musical
Além de influencer, Watkins possui uma carreira musical, como cantor de hip hop, trap e pop. Em agosto de 2021, lançou seu primeiro single, "Dooty Booty", em seu canal no YouTube. Após o upload, a música rapidamente se tornou popular no YouTube e em outros sites de mídia social, como o TikTok. Em novembro de 2021, Watkins lançou um single intitulado "Shake", que recebeu mais de 130 milhões de visualizações no YouTube.  Em junho de 2022, lançou uma música chamada "Ronaldo (Sewey)", seguindo sua admiração por Cristiano Ronaldo. Em novembro de 2022, ele lançou um single intitulado "World Cup" pela Warner Records em homenagem à Copa do Mundo FIFA de 2022. Já em julho de 2023, Speed lançou um single de funk que mistura português e inglês, sendo o nome do single “Portuginies”, fazendo alusão a ele saber falar português.